# Championnats d'Asie de squash par équipes
Les Championnats d'Asie de squash par équipes sont une compétition internationale de squash jouée par des équipes représentant différentes nations asiatiques et organisée par la Fédération asiatique de squash. Les pays alignent des équipes de trois ou quatre joueurs pour les représenter. À chaque tour de la compétition, les équipes s'affrontent au meilleur des trois matchs. La compétition se déroule tous les deux ans.

## Palmarès

### Palmarès hommes
| Année | Champion  | Finaliste | 3e place             | 4e place             | Lieu         |
| ----- | --------- | --------- | -------------------- | -------------------- | ------------ |
| 2024  | Malaisie  | Hong Kong | Pakistan / Japon     | Pakistan / Japon     | Dalian       |
| 2022  | Inde      | Koweït    | Hong Kong / Malaisie | Hong Kong / Malaisie | Cheongju     |
| 2021  | Malaisie  | Inde      | Japon / Hong Kong    | Japon / Hong Kong    | Kuala Lumpur |
| 2018  | Hong Kong | Pakistan  | Iran / Malaisie      | Iran / Malaisie      | Cheongju     |
| 2016  | Pakistan  | Hong Kong | Inde                 | Malaisie             | Taïwan       |
| 2014  | Pakistan  | Malaisie  | Inde                 | Koweït               | Chine        |
| 2012  | Pakistan  | Inde      | Malaisie             | Koweït               | Koweït       |
| 2010  | Pakistan  | Malaisie  | Inde                 | Koweït               | Chennai      |
| 2008  | Malaisie  | Koweït    | Pakistan             | Inde                 | Koweït       |
| 2006  | Malaisie  | Pakistan  | Koweït               | Inde                 | Taïwan       |
| 2004  | Pakistan  | Malaisie  | Inde                 | Koweït               | Kuala Lumpur |
| 2002  | Pakistan  | Malaisie  | Hong Kong            | Inde                 | Kuala Lumpur |
| 2000  | Malaisie  | Pakistan  | Hong Kong            | Inde                 | Chine        |
| 1998  | Pakistan  | Malaisie  | Hong Kong            | Inde                 | Kuala Lumpur |
| 1996  | Pakistan  | Hong Kong | Malaisie             | Jordanie             | Amman        |
| 1994  | Pakistan  | Malaisie  | Hong Kong            | Inde                 | Kuala Lumpur |
| 1992  | Pakistan  | Hong Kong | Malaisie             | Singapour            | Peshawar     |
| 1990  | Pakistan  | Singapour | Inde                 | Koweït               | Kolkata      |
| 1988  | Pakistan  | Singapour | Malaisie             | Jordanie             | Koweït       |
| 1986  | Pakistan  | Singapour | Inde                 | Malaisie             | Kuala Lumpur |
| 1984  | Pakistan  | Singapour | Inde                 | Malaisie             | Amman        |
| 1981  | Pakistan  | Inde      | Singapour            | Malaisie             | Karachi      |

### Palmarès femmes
| Année | Champion  | Finaliste    | 3e place                | 4e place                | Lieu         |
| ----- | --------- | ------------ | ----------------------- | ----------------------- | ------------ |
| 2024  | Malaisie  | Hong Kong    | Japon / Corée du Sud    | Japon / Corée du Sud    | Dalian       |
| 2022  | Hong Kong | Malaisie     | Inde / Corée du Sud     | Inde / Corée du Sud     | Cheongju     |
| 2021  | Malaisie  | Hong Kong    | Japon / Inde            | Japon / Inde            | Kuala Lumpur |
| 2018  | Hong Kong | Corée du Sud | Malaisie / Japon        | Malaisie / Japon        | Cheongju     |
| 2016  | Malaisie  | Inde         | Hong Kong / Japon       | Hong Kong / Japon       | Taïwan       |
| 2014  | Malaisie  | Hong Kong    | Inde / Japon            | Inde / Japon            | Chine        |
| 2012  | Inde      | Hong Kong    | Malaisie / Corée du Sud | Malaisie / Corée du Sud | Koweït       |
| 2010  | Hong Kong | Inde         | Malaisie                | Corée du Sud            | Chennai      |
| 2008  | Malaisie  | Hong Kong    | Japon                   | Corée du Sud            | Koweït       |
| 2006  | Malaisie  | Hong Kong    | Japon                   | Corée du Sud            | Taïwan       |
| 2004  | Malaisie  | Hong Kong    | Japon                   | Inde                    | Kuala Lumpur |
| 2002  | Malaisie  | Inde         | Hong Kong               | Japon                   | Kuala Lumpur |
| 2000  | Hong Kong | Malaisie     | Japon                   | Singapour               | Chine        |
| 1998  | Malaisie  | Singapour    | Hong Kong               | Japon                   | Kuala Lumpur |
| 1996  | Malaisie  | Hong Kong    | Singapour               | Inde                    | Amman        |
| 1994  | Singapour | Malaisie     | Japon                   | Hong Kong               | Kuala Lumpur |
| 1992  | Malaisie  | Singapour    | Inde                    | Sri Lanka               | Peshawar     |
| 1990  | Singapour | Hong Kong    | Inde                    | Malaisie                | Kolkata      |
| 1988  | Singapour | Hong Kong    | Malaisie                | Bahreïn                 | Koweït       |
| 1986  | Hong Kong | Singapour    | Japon                   | Malaisie                | Kuala Lumpur |

## Statistiques

### Titres par pays
| 15 | Pakistan |

| 4 | Malaisie |

| 1 | Hong Kong |

| 10 | Malaisie |

| 4 | Hong Kong |

| 3 | Singapour |

| 1 | Inde |

### Résumé des médailles
| Rang  | Nation    | Or | Argent | Bronze | Total |
| ----- | --------- | -- | ------ | ------ | ----- |
| 1     | Pakistan  | 15 | 3      | 2      | 20    |
| 2     | Malaisie  | 4  | 6      | 5      | 15    |
| 3     | Hong Kong | 1  | 4      | 4      | 9     |
| 4     | Singapour | 0  | 4      | 1      | 5     |
| 5     | Inde      | 0  | 2      | 7      | 9     |
| 6     | Koweït    | 0  | 1      | 3      | 4     |
| 7     | Japon     | 0  | 0      | 3      | 3     |
| 8     | Iran      | 0  | 0      | 1      | 1     |
| Total | Total     | 20 | 20     | 26     | 66    |

| Rang  | Nation       | Or | Argent | Bronze | Total |
| ----- | ------------ | -- | ------ | ------ | ----- |
| 1     | Malaisie     | 10 | 2      | 4      | 16    |
| 2     | Hong Kong    | 4  | 9      | 3      | 16    |
| 3     | Singapour    | 3  | 3      | 1      | 7     |
| 4     | Inde         | 1  | 3      | 3      | 7     |
| 5     | Japon        | 0  | 0      | 10     | 10    |
| 6     | Corée du Sud | 0  | 1      | 2      | 3     |
| Total | Total        | 18 | 18     | 22     | 58    |